# Richard Schuberth
Richard Alexander Schuberth (* 12. März 1968 in Ybbs an der Donau, Niederösterreich) ist ein österreichischer Schriftsteller und Satiriker.

## Biographie
Richard Schuberth wuchs in Emmersdorf an der Donau, am Eingang zur Wachau auf. Nach dem Besuch des Stiftsgymnasiums Melk, studierte er in Wien Ethnologie und eine Fächerkombination aus Philosophie, Psychologie und Geschichte und schloss sein Studium mit einer Diplomarbeit über Nationalismus, Ethnizität und Kulturalismus ab (welche er 20 Jahre später unter dem Titel Bevor die Völker wussten, dass sie welche sind als Buch herausbrachte).
Neben seinen künstlerischen Tätigkeiten arbeitete er als Musikjournalist, Autor von Promotiontexten für Musiker der österreichischen World-Music- und Jazzszene, Gestalter von Radiofeatures und DJ. 2004 begründete er das Musikfestival Balkan Fever, dessen künstlerischer Leiter er bis zur Einstellung des Festivals im Frühjahr 2012 war.

## Künstlerisches Schaffen
Zwischen 1990 und 1992 war Richard Schuberth als Kabarettist tätig.
Seit 1995 verfasst er Artikel, Essays, wissenschaftliche Texte, Rezensionen, Gedichte, Aphorismen, Radiokolumnen und Polemiken sowie Prosa, Drehbücher und Dramen. Er wirkt auch als Cartoonist und Schauspieler. Für die Musikerin Jelena Popržan schreibt er Songs.
Für die Wiener Straßenzeitung Augustin (für die er unter dem Pseudonym Tricky Dicky Cartoons anfertigt) schrieb er 2006/07 eine 30-teilige Essayserie zu Karl Kraus, die als Buch 2008 bei Turia + Kant und in einer erweiterten Neuauflage 2016 im Klever Verlag erschien. Seine gesammelten Essays, Polemiken, Artikel und Glossen sind in den beiden Anthologien Rost und Säure (2014) und Unruhe vor dem Sturm (2017) versammelt. In Anlehnung an Ambrose Bierces Aphorismenlexikon The Devil's Dictionary aus dem Jahr 1911 publizierte Schuberth Das neue Wörterbuch des Teufels.
Der feministisch-philosophische Schelmenroman Chronik einer fröhlichen Verschwörung, erschienen 2015 im Paul Zsolnay Verlag, kam auf die Shortlist des aspekte-Literaturpreises des ZDF für das beste deutschsprachige Prosadebüt und wurde für den österreichischen Literaturpreis Alpha nominiert. Joseph Wälzholz urteilte in der Literarischen Welt: „Es gibt wohl keinen Gegenwartsroman, der so zeitbezogen und gleichzeitig so überzeitlich ist. Mit einem Witz, der seinesgleichen sucht (und kaum zu finden sein wird), baut Schuberth hier die abgründigsten Reflexionen ein. […] Was für ein Buch! Richard Schuberth hat schon jetzt den Roman des Jahres geschrieben.“ Sein nächster Roman Bus nach Bingöl, erschienen 2020 im Drava Verlag, führt in die Provinz Tunceli.
Schuberths erstes Drama Freitag in Sarajevo (fertiggestellt 1998 und uraufgeführt in Bosnien vom Ensemble Ars Vivendi), Peter Handke nannte es ein „schön-böses, klarsichtiges Stück“, markiert auch den ersten literarischen Niederschlag seines langjährigen Interesses für Geschichte und Kultur Südosteuropas. Es folgten vier weitere gesellschaftskritische Komödien. Wie Branka sich nach oben putzte feierte 2011 unter Regie von Aslı Kışlal (daskunst) im 3raum-Anatomietheater Premiere. Mit dem Sachbuch Lord Byrons letzte Fahrt legte er die erste deutschsprachige Monographie zum Griechischen Unabhängigkeitskrieg 1821–1829 vor.
Mit seinem essayistischen Buch Narzissmus und Konformität (2018 bei Matthes & Seitz) bürstete Schuberth die psychologische Narzissmusdiagnose gegen den Strich und entwarf das Panorama einer zutiefst und notwendig narzisstischen Gesellschaft.
Richard Schuberth gewann im Rahmen der Grazer Diagonale dreimal den Carl Mayer Drehbuchpreis (2003, 2004, und 2009). Nur eines seiner Drehbücher wurde verfilmt (Aquanitis, Regie: Peter Mahlknecht), das einzige übrigens, das keinen Preis erhalten hatte, ehe er 2015 selbst als Regisseur debütierte, mit einer Kurzfassung seines Drehbuchs Die wundersamen Abenteuer des Nasreddin Kürtler. Der 17-minütige Kurzfilm kam im Wiener Schikaneder Kino zur Uraufführung.
Wenig bekannt ist Schuberths Affinität zu World Music. Seine erste Buchpublikation war das 500-seitige Musiklexikon CrossRoots, eine kritische Einführung in irische, schottische, englische und bretonische Folk- und Roots-Musik. Seit seiner Kindheit studierte Schuberth ethnische Musik Europas, Asiens und Amerikas. In seiner Tätigkeit als Musikjournalist, Leiter des Festivals Balkan Fever, DJ, Promoter von Musikern und Diskurskritiker trat er stets gegen kulturalisierende und konservative Lesarten von World Music auf und plädierte für atypische Zugänge.
Karl-Markus Gauß schrieb über ihn: „Als Essayist, Kritiker und Polemiker behauptet sich Schuberth konsequent gegen den intellektuellen Konformismus, der über die bekannten Dinge die bekannten Meinungen hat. Damit nicht genug weiß er, was er zu sagen hat, auch noch scharf und elegant zu formulieren.“ Und Armin Sattler (ORF.at) resümiert auf dem Cover von Schuberths Textsammlung Unruhe vor dem Sturm: „Einer der Letzten, die den Beweis erbringen, dass Sprachkomposition keine Fleißaufgabe, sondern Treue zu Sache und Humanität bedeutet. Einer der Ersten aber, die Engagement mit frivoler Leichtigkeit und Witz legieren. Der Vergleich mit Karl Kraus hinkt, wenn man nicht Oscar Wilde als zweites Bein hinzugesellt.“

## Publikationen (Auswahl)
- CrossRoots. Lexikon der irischen, schottischen, englischen und bretonischen World, Folk und traditionellen Musik. Lamuv Verlag, Göttingen 2002, ISBN 3-88977-701-5.
- Freitag in Sarajevo. Drava Verlag, Klagenfurt/Celovec 2003, ISBN 3-85435-402-9. (Drama)
- Wartet nur, bis Captain Flint kommt. Literaturedition Niederösterreich, St. Pölten 2007, ISBN 978-3-901117-88-6. (Drama)
- 30 Anstiftungen zum Wiederentdecken von Karl Kraus. Turia + Kant, Wien 2008, ISBN 978-3-85132-531-7. (Essays)
- Balkan erlesen. (Hrsg.: Doris Grießer), Wieser Verlag, Klagenfurt/Celovec 2009, ISBN 978-3-85129-824-6. (Reader mit drei Essays von Richard Schuberth)
- Wie Branka sich nach oben putzte. Drava Verlag, Klagenfurt/Celovec 2012, ISBN 978-3-85435-684-4. (Drama)
- Trommeln vom anderen Ufer des großen Flusses. Drava Verlag, Klagenfurt/Celovec 2013, ISBN 978-3-85435-699-8 (Drama)
- Rost und Säure (3 Bde.). Drava Verlag, Klagenfurt/Celovec 2013, ISBN 978-3-85435-718-6 (Essays, Polemiken, Satiren)
- Das neue Wörterbuch des Teufels. Klever Verlag, Wien 2014, ISBN 978-3-902665-75-1 (Aphorismen, Essays)
- Frontex – Keiner kommt hier lebend rein. Drava Verlag, Klagenfurt/Celovec 2014, ISBN 978-3-85435-744-5 (Drama)
- Chronik einer fröhlichen Verschwörung. Zsolnay Verlag, Wien 2015, ISBN 978-3-552-05714-2 (Roman)
- Bevor die Völker wussten, dass sie welche sind. Promedia Verlag, Wien 2015, ISBN 978-3-85371-397-6 (Sachbuch, Essays)
- Karl Kraus – 30 und drei Anstiftungen. Klever Verlag, Wien 2016, ISBN 978-3-903110-11-3 (Essays)
- Unruhe vor dem Sturm (2 Bde.). Drava Verlag, Klagenfurt/Celovec 2017, ISBN 978-3-85435-822-0 (Essays, Polemiken, Predigten)
- Narzissmus und Konformität. Selbstliebe als Illusion und Befreiung. Matthes & Seitz, Berlin 2018, ISBN 978-3-95757-634-7 (Essay)
- Lord Nylons Schlüsseldienst. Monatliche Kolumne der Ö1-Sendereihe Diagonal – Radio für Zeitgenossen, 2020
- Bus nach Bingöl. Drava Verlag, Klagenfurt/Celovec 2020, ISBN 978-3-85435-944-9 (Roman)
- Lord Byrons letzte Fahrt. Eine Geschichte des Griechischen Unabhängigkeitskrieges. Wallstein Verlag, Göttingen 2021, ISBN 978-3-8353-3870-8 (Sachbuch)
- Die Welt als guter Wille und schlechte Vorstellung: Das identitätspolitische Lesebuch. Drava Verlag, Klagenfurt/Celovec 2022, ISBN 978-3-85435-989-0.
- Lord Byron, der erste Anti-Byronist. Wallstein Verlag, Göttingen 2024, ISBN 978-3-8353-5688-7.
- Der Paketzusteller. Drava Verlag, Klagenfurt/Celovec 2025, ISBN 978-3-99138-114-3.

## Auszeichnungen
- 2003 Erster Preis des Kurzgeschichtenwettbewerbs des Forums Land Niederösterreich
- 2003 Hauptpreis der Diagonale im Rahmen des Carl-Mayer-Drehbuchwettbewerbs für das Filmtreatment „Nicht einmal auf dem Mond“
- 2003 Förderpreis der Kunstsektion des Bundeskanzleramtes für das Filmtreatment „Die wundersamen Abenteuer des Kemal Kürtler“
- 2004 Hauptpreis der Diagonale im Rahmen des Carl-Mayer-Drehbuchwettbewerbs für das Filmtreatment „Handygeschichten“
- 2005 Förderpreis des Theodor-Körner-Fonds für „Wartet nur, bis Captain Flint kommt“
- 2005 Dramatikerstipendium des Bundeskanzleramtes
- 2008 Hans-Weigel-Stipendium des Landes NÖ
- 2009 Hauptpreis der Diagonale im Rahmen des Carl-Mayer-Drehbuchwettbewerbs
- 2011 Werkstipendium aus dem Jubiläumsfonds der Literar-Mechana
- 2012 Staatsstipendium für Literatur
- 2017 Niederösterreichischer Kulturpreis – Anerkennungspreis in der Kategorie Literatur[23]
- 2021 Theodor-Kramer-Preis[24]
- 2023 Elias-Canetti-Stipendium[25]

## Belege
1. ↑  Die Donau – Autobiografie einer Kindheit in Skizzen. In: richard-schuberth.com. Abgerufen am 26. März 2021.
2. ↑  http://mediashop.at/buecher/bevor-die-voelker-wussten-dass-sie-welche-sind/
3. ↑  Balkan Fever 2012. Balkan Fever Team (Memento vom 20. Juni 2012 im Internet Archive)
4. ↑  https://www.jelenapoprzan.com/
5. ↑  http://www.augustin.or.at/zeitung/artistin/mir-bleibt-auch-nichts-erspart.html
6. ↑  Richard Schuberths Romandebüt für Aspekte-Literaturpreis nominiert. In: Der Standard. 14. September 2015, abgerufen am 8. September 2021.
7. ↑  Literaturpreis Alpha 2015: die Shortlist steht fest | Casinos Austria, 11.09.2015. In: ots.at. 11. September 2015, abgerufen am 9. März 2024.
8. ↑  Richard Schuberth. Chronik einer fröhlichen Verschwörung (2015) | Pressespiegel (Memento vom 26. Dezember 2017 im Internet Archive)
9. ↑  http://www.megaphon.at/de/strassenmagazin/archiv/megaphon_2005/april/122/
10. ↑  https://www.drava.at/buch/freitag-in-sarajevo/
11. ↑  https://www.kulturwoche.at/buehne/2710-premierenkritik-wie-branka-sich-nach-oben-putzte
12. ↑  Carl-Mayer-Drehbuchpreis für Barbara Grascher und Richard Schuberth. In: Der Standard. 16. September 2003, abgerufen am 8. September 2021.
13. ↑  Preisverleihung: "shorts on screen" und Carl-Mayer-Drehbuchwettbewerb. In: Der Standard. 6. März 2004, abgerufen am 8. September 2021.
14. ↑  http://static.kulturserver-graz.at/kultur/pdfs/carl_mayer/pressemitteilung_2009.pdf
15. ↑  http://www.dapalmerfilm.com/databasesystem/index2.php?option=com_content&do_pdf=1&id=13
16. ↑  http://www.newgroundproductions.nl/inprogress/nasreddinkurtler/
17. ↑  http://www.schikaneder.at/jart/prj3/schikaneder/main.jart?rel=de&reserve-mode=active&content-id=1217328196747&show_produktion=1440850915250
18. ↑  Richard Schuberth: CrossRoots. Ludwig, 2002, ISBN 978-3-935943-00-0 (eingeschränkte Vorschau in der Google-Buchsuche).
19. ↑  Richard Schuberth. DJ (Memento vom 3. Juli 2017 im Internet Archive)
20. ↑  Richard Schuberth: Auswege aus dem Migrantenstadl. In: Unruhe vor dem Sturm. Klagenfurt / Celovec 2017, S. 87–96
21. ↑  https://www.drava.at/buch/rost-und-saure-1%E2%80%933/
22. ↑  Unruhe vor dem Sturm (2 Bde.). Drava Verlag, Klagenfurt/Celovec 2017, ISBN 978-3-85435-822-0
23. ↑  Kulturpreisgala im Festspielhaus St. Pölten. OTS-Meldung vom 4. November 2017, abgerufen am 4. November 2017.
24. ↑  Theodor Kramer Preis an Eva Geber und Richard Schuberth. In: ORF.at. 20. April 2021, abgerufen am 20. April 2021.
25. ↑  Literatur-Stipendiatinnen der Stadt Wien für 2023 stehen fest. In: buecher.at. 18. Januar 2023, abgerufen am 19. Januar 2023.

| Personendaten    | Personendaten                                                                |
| ---------------- | ---------------------------------------------------------------------------- |
| NAME             | Schuberth, Richard                                                           |
| ALTERNATIVNAMEN  | Schuberth, Richard Alexander (vollständiger Name)                            |
| KURZBESCHREIBUNG | österreichischer Schriftsteller, Theaterautor, Cartoonist und Korrekturleser |
| GEBURTSDATUM     | 12. März 1968                                                                |
| GEBURTSORT       | Ybbs an der Donau, Österreich                                                |